# Макаров, Дмитрий Алексеевич (лётчик)
Дми́трий Алексе́евич Мака́ров (26 октября [8 ноября] 1917; деревня Бобрики, Орловская губерния — 28 февраля 1993, Москва) — Герой Советского Союза (1949), полковник (1959), военный лётчик 1-го класса (1950).

## Биография
Родился 26 октября (8 ноября) 1917 года в деревне Бобрики Мценского уезда Орловской губернии. В 1934 году окончил 7 классов школы в городе Мценск, в 1937 году — 3 курса Московского авиационного техникума.
В армии с августа 1937 года. В 1940 году окончил Энгельсскую военную авиационную школу лётчиков, до июня 1941 года был в ней лётчиком-инструктором. В 1941—1942 — лётчик-инструктор 6-й военной авиационной школы первоначального обучения лётчиков (город Воронеж). В 1943 году окончил Курсы высшей лётной подготовки ГВФ (город Ташкент).
Участник Великой Отечественной войны: в мае 1943 — мае 1945 — командир корабля 2-го транспортного авиационного полка. За время войны совершил 561 вылет на самолёте Ли-2 для доставки грузов и личного состава на передовую.
После войны продолжал службу в военно-транспортной авиации; был командиром корабля во 2-й авиадивизии особого назначения, осуществлявшей перевозку высшего командования армии.
Весной 1948 года в должности командира транспортного самолёта С-47 участвовал в высокоширотной экспедиции «Север-2», целью которой являлся поиск и изучение ледовых аэродромов для истребителей и бомбардировщиков. Неоднократно совершал полёты с посадками в районе Северного полюса.
За мужество и героизм, проявленные в высокоширотной экспедиции, Указом Президиума Верховного Совета СССР от 6 декабря 1949 года капитану Макарову Дмитрию Алексеевичу присвоено звание Героя Советского Союза с вручением ордена Ленина и медали «Золотая Звезда».
Продолжал службу в военно-транспортной авиации; был командиром корабля, командиром авиаэскадрильи и заместителем командира авиаполка во 2-й авиадивизии особого назначения. С июля 1960 года полковник Д. А. Макаров — в запасе.
Работал преподавателем в 24-м учебно-тренировочном отряде Управления Полярной авиации (1960—1970) и 18-м учебно-тренировочном отряде Центрального управления международных воздушных сообщений (1970—1978).
Жил в Москве. Умер 28 февраля 1993 года. Похоронен на Люблинском кладбище в Москве.

## Награды
- Герой Советского Союза (6.12.1949);
- орден Ленина (6.12.1949);
- орден Отечественной войны 1-й степени (11.03.1985);
- орден Отечественной войны 2-й степени (5.11.1944);
- два ордена Красной Звезды (20.04.1953; 16.10.1957);
- медали.

## Память
- В городе Мценск установлен бюст Д. А. Макарова.
- В городе Мценск именем Д. А. Макарова названа улица.